# Ferrovia Zagabria-Sisak-Novska
La ferrovia Zagabria-Sisak-Novska (Željeznička pruga Zagreb Glavni kolodvor – Sisak – Novska in croato), ufficialmente denominata ferrovia M502, è una linea ferroviaria croata che unisce la capitale Zagabria con la località di Novska via Sisak. Fino al 2014 la linea veniva classificata come M104.
La ferrovia forma parte del corridoio paneuropeo X che unisce Salisburgo a Salonicco, Igoumenitsa e Sofia.

## Percorso
| Continuation backward |

| Station on track |

| Unknown route-map component "CONTgq" | Junction both to and from right |  |

| Unknown route-map component "hKRZWae" |

| Unknown route-map component "CONTgq" | Junction both to and from right |  |

| Small non-passenger station on track |

| Unknown route-map component "bSHI2lr" |

| Station on track | Straight track |

| Unknown route-map component "ABZg+l" | Unknown route-map component "ABZg+r" |

| Straight track | Non-passenger station/depot on track |

| Unknown route-map component "d" | Straight track | Junction both to and from left | Unknown route-map component "dCONTfq" |

| Stop on track | Straight track |

| Stop on track | Straight track |

| Unknown route-map component "bSHI2+lr" |

| Station on track |

| Stop on track |

| Station on track |

| Stop on track |

| Station on track |

| Station on track |

| Stop on track |

| Station on track |

| Unknown route-map component "hKRZWae" |

| Unknown route-map component "exCONTgq" | Unknown route-map component "eABZg+r" |  |

| Station on track |

| Station on track |

| Unknown route-map component "eHST" |

| Station on track |

| Unknown route-map component "CONTgq" | Unknown route-map component "ABZgr+xr" |  |

| Unknown route-map component "eHST" |

| Unknown route-map component "HSTeBHF" |

| Unknown route-map component "eHST" |

| Station on track |

| Station on track |

| Unknown route-map component "eHST" |

| Station on track |

| Unknown route-map component "eHST" |

| Station on track |

|  | Unknown route-map component "ABZg+l" | Unknown route-map component "CONTfq" |

| Station on track |

| Continuation forward |